# Arctogadus borisovi
Arctogadus borisovi är en fiskart som beskrevs av Dryagin 1932. Arctogadus borisovi ingår i släktet Arctogadus och familjen torskfiskar. Inga underarter finns listade i Catalogue of Life.